# The New Spirit
The New Spirit ist ein US-amerikanischer animierter Kurzfilm von Wilfred Jackson, Ben Sharpsteen und Louis Debny aus dem Jahr 1942.

## Handlung
Donald Duck hört im Radio ein patriotisches Lied über den neuen Geist der Zeit und tanzt dazu. Der Radiokommentator verkündet anschließend, dass jeder sich am Krieg beteiligen könne, auch wenn er dafür keine Medaille erhalte. Donald Duck ist zu allem bereit und erfährt vom Sprecher, dass es sich bei seinem persönlichen Engagement um die rechtzeitige Zahlung der Einkommensteuer handele. Er ist etwas konsterniert und glaubt, dafür viel tun zu müssen, doch beruhigt ihn der Radiokommentator: Da Donald im letzten Jahr weniger als 3000 Dollar verdient habe, reicht es, wenn er einige wenige Formulare ausfüllt. Beide gehen die Formulare durch und erhalten am Ende Donald Ducks abzuführende Einkommensteuer. Obwohl er das Formular nur in den nächsten Briefkasten werfen muss, durcheilt Donald Duck das gesamte Land bis an die Ostküste, um das Formular persönlich in Washington D.C. abzugeben. Der Erzähler macht die Bedeutung der Steuer für den Krieg gegen Europa klar: Mit dem Geld werden Waffen, Kriegsschiffe und Bomber gebaut, die helfen werden, den Feind zu besiegen. Durch Steuern werde die Demokratie auf dem Vormarsch bleiben.

## Produktion
The New Spirit entstand als Co-Produktion von Walt Disney Productions und dem Finanzministerium der Vereinigten Staaten. Er wurde am 23. Januar 1942 vom War Activities Committee of the Motion Pictures Industry herausgebracht. Der Film sollte im Zuge des Revenue Act of 1942, der die Einkommensteuer für die Bevölkerung merklich erhöhte, die Bedeutung der Abgabe deutlich machen und für eine schnelle Zahlung der Steuer werben.

## Synchronisation
| Rolle            | Originalsprecher |
| ---------------- | ---------------- |
| Donald Duck      | Clarence Nash    |
| Radiokommentator | Fred Shields     |

## Auszeichnungen
The New Spirit wurde 1943 für einen Oscar in der Kategorie „Bester Dokumentarfilm“ nominiert.